# Азербайджанская национальная энциклопедия
Азербайджанская национальная энциклопедия (азерб. Azərbaycan Milli Ensiklopediyası) — универсальное энциклопедическое издание на азербайджанском языке, выходящее с 2009 года. Здание главной редакции расположено в историческом районе Ичери-шехер, улица Бёюк Гала, д. 41.

## История

### Азербайджанская советская энциклопедия
Первые попытки подготовки Азербайджанской советской энциклопедии были предприняты в 1930-х годах, но она так и не была издана. 
30 декабря 1965 года был подписан указ «Об издании Азербайджанской советской энциклопедии». При Академии наук Азербайджанской ССР была учреждена главная редакция АСЭ. 
В 1970 году издан первый том энциклопедии. Однако, с учетом несоответствия советским правилам, печать была приостановлена. Распоряжением от 24 октября 1975 года печать Азербайджанской советской энциклопедии была возобновлена. 
В 1976—1987 годах было завершено издание 10 томов Азербайджанской советской энциклопедии. Ранее предусмотренный специальный том «Азербайджанская ССР» не был издан.

### Азербайджанская национальная энциклопедия
После восстановления независимости основу для подготовки Азербайджанской национальной энциклопедии составил закон от 30 мая 2000 года «Об издательском деле».
В целях обеспечения подготовки и издания Азербайджанской национальной энциклопедии распоряжением президента Азербайджана Ильхама Алиева от 5 мая 2004 года при Национальной академии наук Азербайджана был создан Научный центр «Азербайджанская национальная энциклопедия». Центр занимается подготовкой энциклопедии к изданию. 
Первые 25 тысяч экземпляров, напечатанных в издательстве «Şərq-Qərb», были бесплатно розданы в библиотеки и другие организации.
В 2007 году был издан специальный том «Азербайджан».
Первый том «Азербайджанской национальной энциклопедии» издан в 2009 году. Запланировано издание в общей сложности 20 томов энциклопедии. Каждый из томов будет выпускаться тиражом в 30 000 экземпляров. Объём каждого тома составляет порядка 800—900 страниц. Первые два тома национальной энциклопедии и специальный том «Азербайджан» можно приобрести только в Научном центре Национальной энциклопедии НАНА.
В состав редакционной коллегии энциклопедии входят председатель (президент Азербайджана Ильхам Алиев), 3 заместителя председателя, главный редактор (Иса Габиббейли), ответственный секретарь, 34 члена редакционной коллегии.

## Русская версия
Издаётся на русском языке специальный (вводный) том «Азербайджанской национальной энциклопедии» тиражом 5 тыс. экземпляров. Это общий сборник об Азербайджане, истории, культуре, литературе, науке, образовании Азербайджана, деятелях страны. 
В 2012 году специальный том был издан в Германии на русском языке.

## Общий перечень томов издания
Azərbaycan (азерб.) // Азербайджанская национальная энциклопедия : энциклопедия  : [В 25 томах] (тираж: 50 000; 881 с.). — Баку: “Azərbaycan Milli Ensiklopediyası” Elmi Mərkəzi, 2007. — C. Специальный том «Азербайджан». — ISBN 978-9952-441-01-7.
1. A – Argelander (азерб.) // Азербайджанская национальная энциклопедия : энциклопедия  : [В 25 томах] (тираж: 10 000; 608 с.). — Баку: “Azərbaycan Milli Ensiklopediyası” Elmi Mərkəzi, 2009. — C. I. — ISBN 978-9952-441-02-4.
2. Argentina – Babilik (азерб.) // Азербайджанская национальная энциклопедия : энциклопедия  : [В 25 томах] (тираж: 10 000; 604 с.). — Баку: “Azərbaycan Milli Ensiklopediyası” Elmi Mərkəzi, 2010. — C. II. — ISBN 978-9952-441-05-5.
3. Babilistan – Bəzirxana (азерб.) // Азербайджанская национальная энциклопедия : энциклопедия  : [В 25 томах] (тираж: 25 000; 604 с.). — Баку: “Azərbaycan Milli Ensiklopediyası” Elmi Mərkəzi, 2011. — C. III. — ISBN 978-9952-441-07-9.
4. Bəzirxana – Brünel (азерб.) // Азербайджанская национальная энциклопедия : энциклопедия  : [В 25 томах] (тираж: 25 000; 608 с.). — Баку: “Azərbaycan Milli Ensiklopediyası” Elmi Mərkəzi, 2013. — C. IV. — ISBN 978-9952-441-03-1.
5. Brüssel – Çimli-podzol torpaqlar (азерб.) // Азербайджанская национальная энциклопедия : энциклопедия  : [В 25 томах] (тираж: 25 000; 592 с.). — Баку: “Azərbaycan Milli Ensiklopediyası” Elmi Mərkəzi, 2014. — C. V. — ISBN 978-9952-441-10-9.
6. Çin – Dərk (азерб.) // Азербайджанская национальная энциклопедия : энциклопедия  : [В 25 томах] (тираж: 25 000; 608 с.). — Баку: “Azərbaycan Milli Ensiklopediyası” Elmi Mərkəzi, 2015. — C. VI. — ISBN 978-9952-441-11-6.
7. Dərman – Enoftalm (азерб.) // Азербайджанская национальная энциклопедия : энциклопедия  : [В 25 томах] (тираж: 25 000; 608 с.). — Баку: “Azərbaycan Milli Ensiklopediyası” Elmi Mərkəzi, 2016. — C. VII. — ISBN 978-9952-441-12-3.
8. Enollar – Fedin (азерб.) // Азербайджанская национальная энциклопедия : энциклопедия  : [В 25 томах] (тираж: 10 000; 600 с.). — Баку: “Azərbaycan Milli Ensiklopediyası” Elmi Mərkəzi, 2018. — C. VIII. — ISBN 978-9952-441-13-0.
9. Fedinq – Gitara (азерб.) // Азербайджанская национальная энциклопедия : энциклопедия  : [В 25 томах] (тираж: 10 000; 600 с.). — Баку: “Azərbaycan Milli Ensiklopediyası” Elmi Mərkəzi, 2019. — C. IX. — ISBN 978-9952-441-17-8.
10. Giyan – Hindistan (азерб.) // Азербайджанская национальная энциклопедия : энциклопедия  : [В 25 томах] (тираж: 10 000; 598, [2] с.). — Баку: “Azərbaycan Milli Ensiklopediyası” Elmi Mərkəzi, 2022. — C. X.
11. Hindistanda xalq üsyanı – “İqdam” (азерб.) // Азербайджанская национальная энциклопедия : энциклопедия  : [В 25 томах] (тираж: ?; ? с.). — Баку: “Azərbaycan Milli Ensiklopediyası” Elmi Mərkəzi, 2025. — C. XI.